# Doreur
Le doreur est un spécialiste de la dorure, sur bois, sur métal, sur plâtre, sur cuir ou sur d'autres matériaux, qui réalise un traitement de la surface afin d'y appliquer ensuite de la dorure en utilisant soit de la poudre d'or, de la peinture dorée ou de la feuille d'or. 
L'approche de la restauration de bois doré se doit d'être une intervention minimaliste et respectueuse des styles. Ainsi, l'utilisation de matériaux traditionnels (colle de peau de lapin, blanc de Meudon, bol d'Arménie...) est recommandé. Le déroulement des différentes opérations est le suivant :
- Nettoyage,

- Refixage et rebouchage des apprêts manquants,

- Reparure,

- Moulage et estampage des ornements manquants,

- Greffe et sculpture en bois (suivant l'époque) le cas échéant,

- Dorure à la feuille des lacunes,

- Patine.